# Juilles
Juilles  est une commune française située dans lle  département du Gers, en région Occitanie.
La commune possède un patrimoine naturel remarquable composé de quatre zones naturelles d'intérêt écologique, faunistique et floristique.

## Géographie

### Localisation

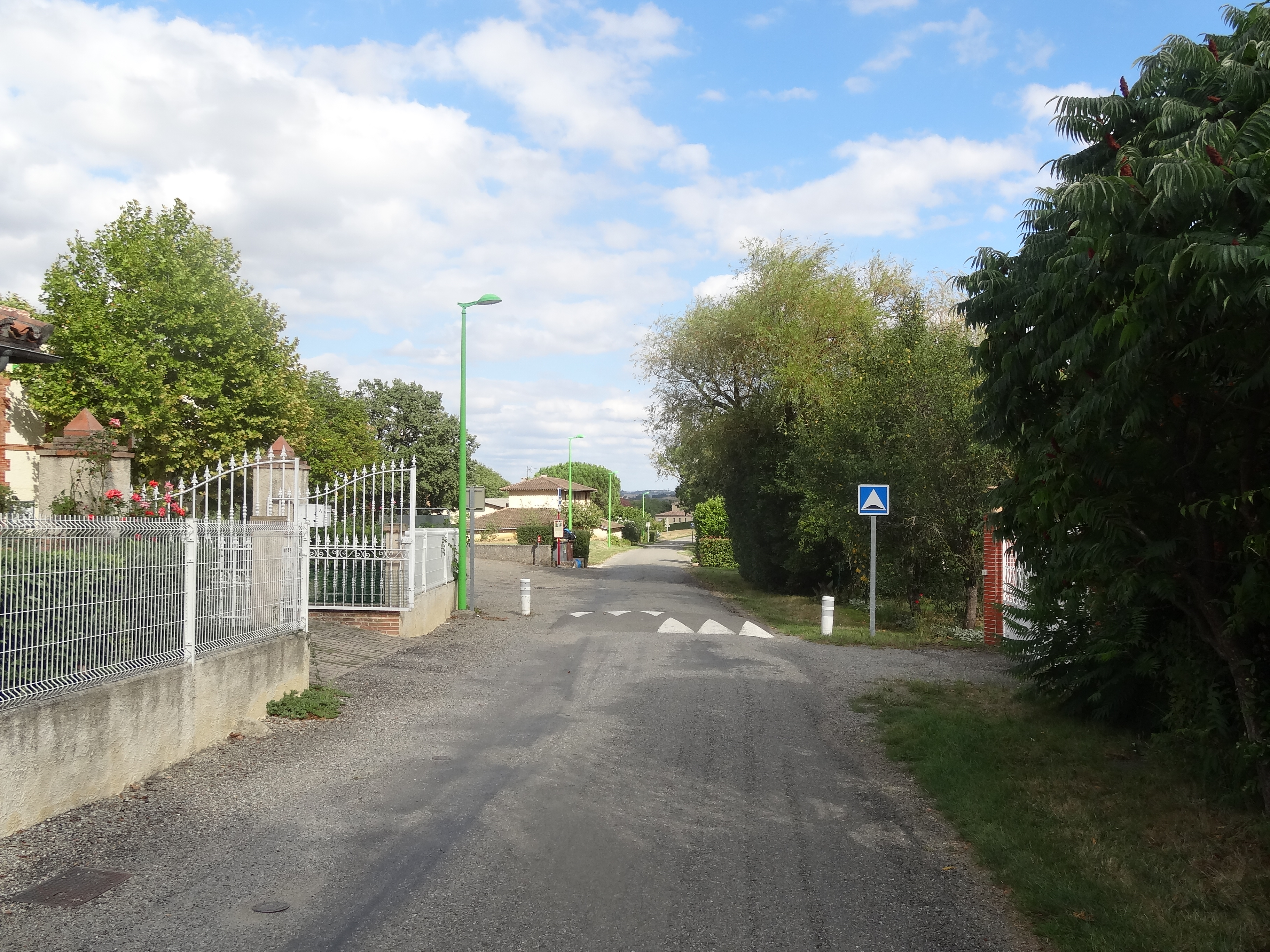
La rue principale.

Juilles est une commune de Gascogne située sur les coteaux de la Gimone, à 5 km au sud-ouest de Gimont.
Elle fait partie de l'aire d'attraction de Toulouse, de la zone d'emploi d'Auch et du bassin de vie de Gimont.
Sur le plan historique et culturel, la commune est dans le Gimoès, un petit territoire autour de Gimont, traversé en son milieu par la Gimone.

### Communes limitrophes
Les communes limitrophes sont  Aubiet, Gimont, L'Isle-Arné, Montiron et Saint-Caprais.
|               | Aubiet  | Gimont   |
| L'Isle-Arné   | Juilles |          |
| Saint-Caprais |         | Montiron |

### Géologie et relief
La superficie de la commune est de 13,86 km2 ; son altitude varie de 145  à   234 mètres.

### Hydrographie

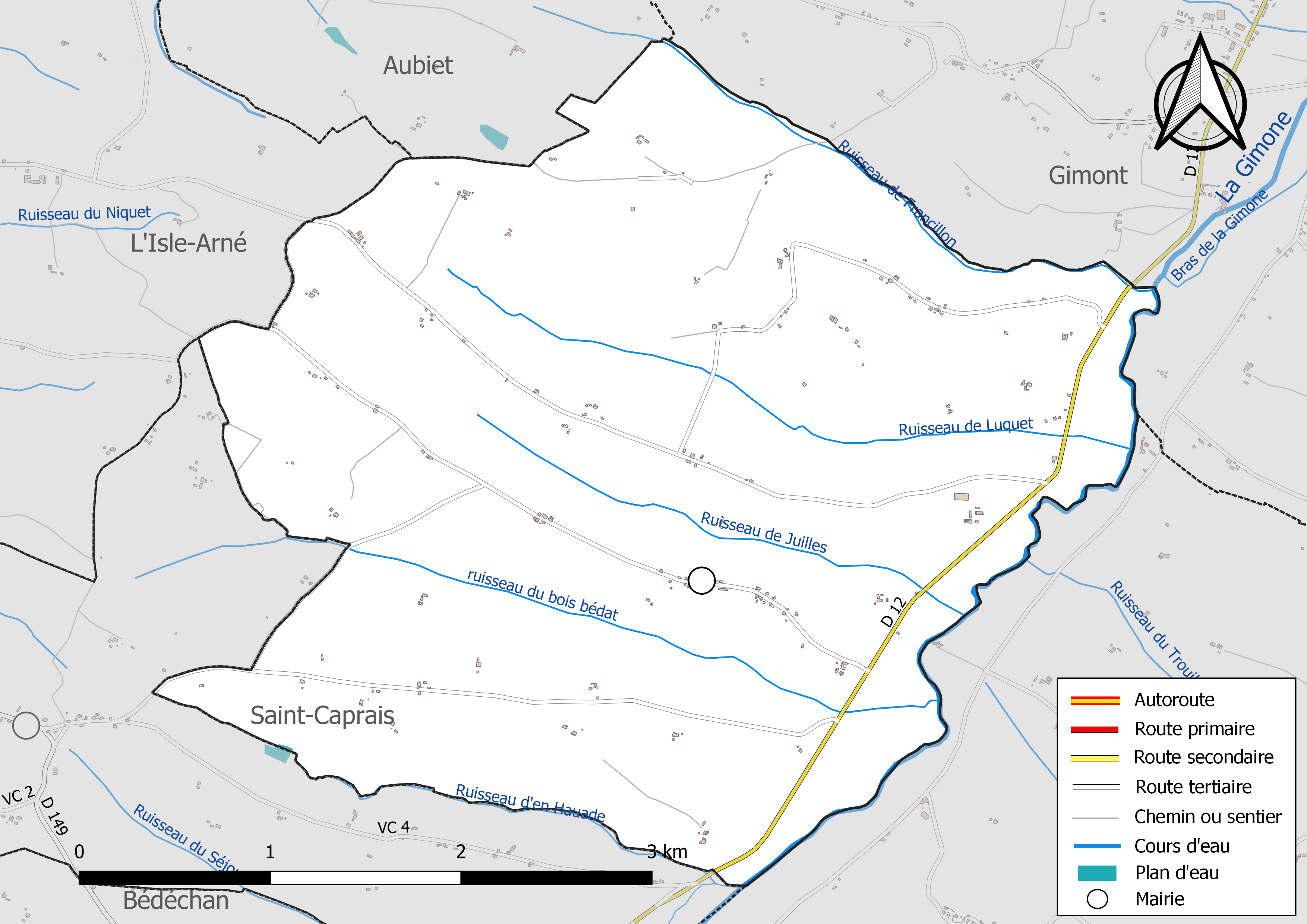
Réseaux hydrographique et routier de Juilles.

La commune est dans le bassin de la Garonne, au sein du bassin hydrographique Adour-Garonne. Elle est drainée par la Gimone, le ruisseau de Francillon, le ruisseau de Juilles, le ruisseau de Luquet, le ruisseau d'en Hauade, le ruisseau du bois bédat et le ruisseau du Trouillé, qui constituent un réseau hydrographique de 16 km de longueur totale,.
La Gimone, d'une longueur totale de 135,7 km, prend sa source dans la commune de Saint-Loup-en-Comminges et s'écoule du sud-ouest vers le nord-est. Elle traverse la commune et se jette dans la Garonne à Castelferrus, après avoir traversé 54 communes.

### Climat
Pour des articles plus généraux, voir Climat de l'Occitanie et Climat du Gers.
En 2010, le climat de la commune est de type climat du Bassin du Sud-Ouest, selon une étude s'appuyant sur une série de données couvrant la période 1971-2000. En 2020, Météo-France publie une typologie des climats de la France métropolitaine dans laquelle la commune est exposée à un climat océanique altéré et est dans la région climatique Aquitaine, Gascogne, caractérisée par une pluviométrie abondante au printemps, modérée en automne, un faible ensoleillement au printemps, un été chaud (19,5 °C), des vents faibles, des brouillards fréquents en automne et en hiver et des orages fréquents en été (15 à 20 jours).
Pour la période 1971-2000, la température annuelle moyenne est de 13,4 °C, avec une amplitude thermique annuelle de 16,1 °C. Le cumul annuel moyen de précipitations est de 734 mm, avec 9,7 jours de précipitations en janvier et 5,9 jours en juillet. Pour la période 1991-2020, la température moyenne annuelle observée sur la station météorologique la plus proche, située sur la commune de Lahas à 7 km à vol d'oiseau, est de 13,9 °C et le cumul annuel moyen de précipitations est de 633,5 mm,. Pour l'avenir, les paramètres climatiques de la commune estimés pour 2050 selon différents scénarios d'émission de gaz à effet de serre sont consultables sur un site dédié publié par Météo-France en novembre 2022.

### Milieux naturels et biodiversité
L’inventaire des zones naturelles d'intérêt écologique, faunistique et floristique (ZNIEFF) a pour objectif de réaliser une couverture des zones les plus intéressantes sur le plan écologique, essentiellement dans la perspective d’améliorer la connaissance du patrimoine naturel national et de fournir aux différents décideurs un outil d’aide à la prise en compte de l’environnement dans l’aménagement du territoire.
Trois ZNIEFF de type 1 sont recensées sur la commune :
- les « prairies humides d'Aurimont et Montiron » (61 ha), couvrant 5 communes du département[13] ;
- les « prairies inondables de Gimont » (100 ha), couvrant 3 communes du département[14] ;
- la « terrasse et bois de Juilles » (11 ha)[15] ;

et une ZNIEFF de type 2, : 
le « cours de la Gimone et de la Marcaoue » (3 085 ha), couvrant 60 communes dont cinq dans la Haute-Garonne, 37 dans le Gers, une dans les Hautes-Pyrénées et 17 dans le Tarn-et-Garonne.

Carte des ZNIEFF de type 1 et 2 à Juilles.
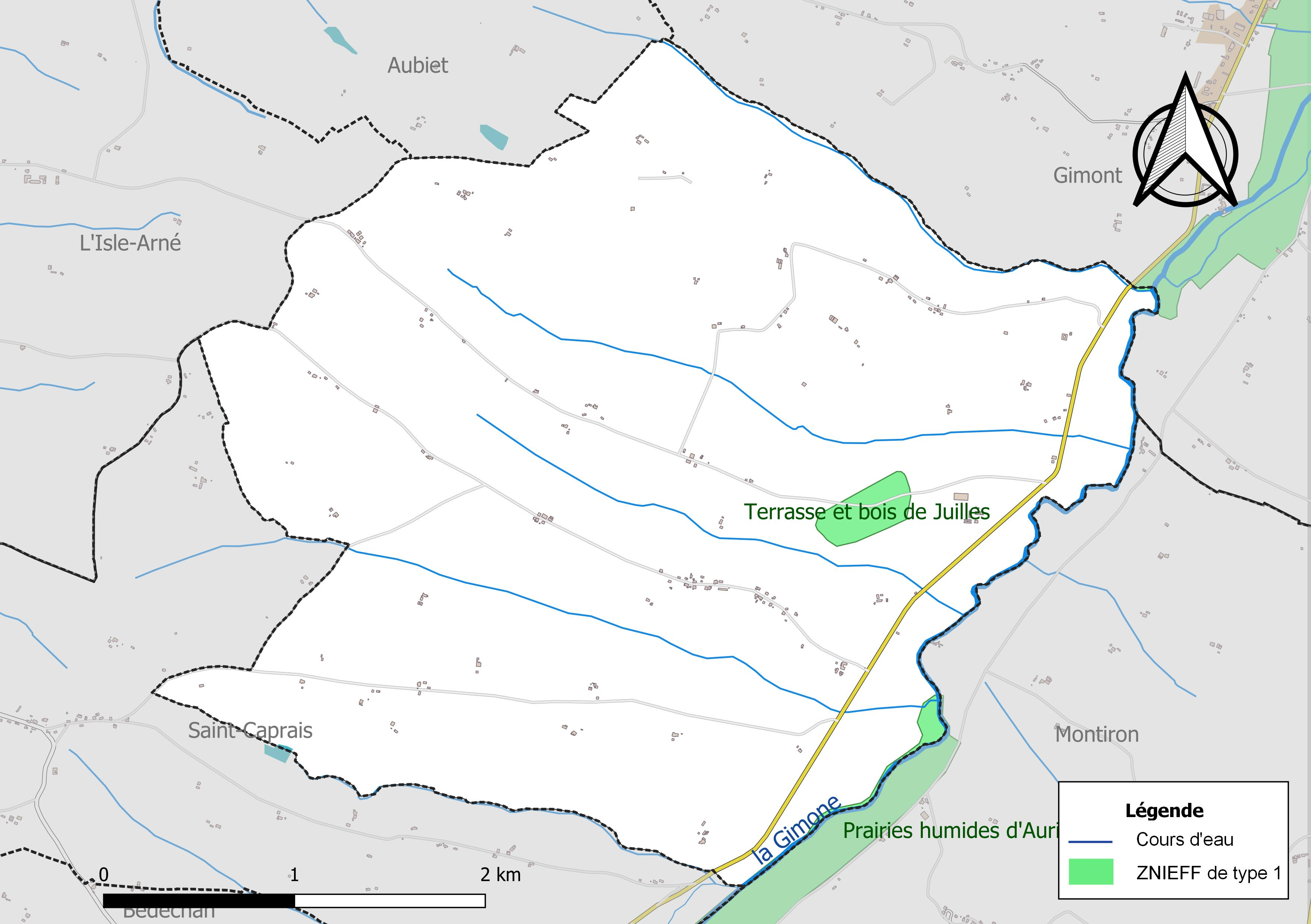
Carte des ZNIEFF de type 1 sur la commune.
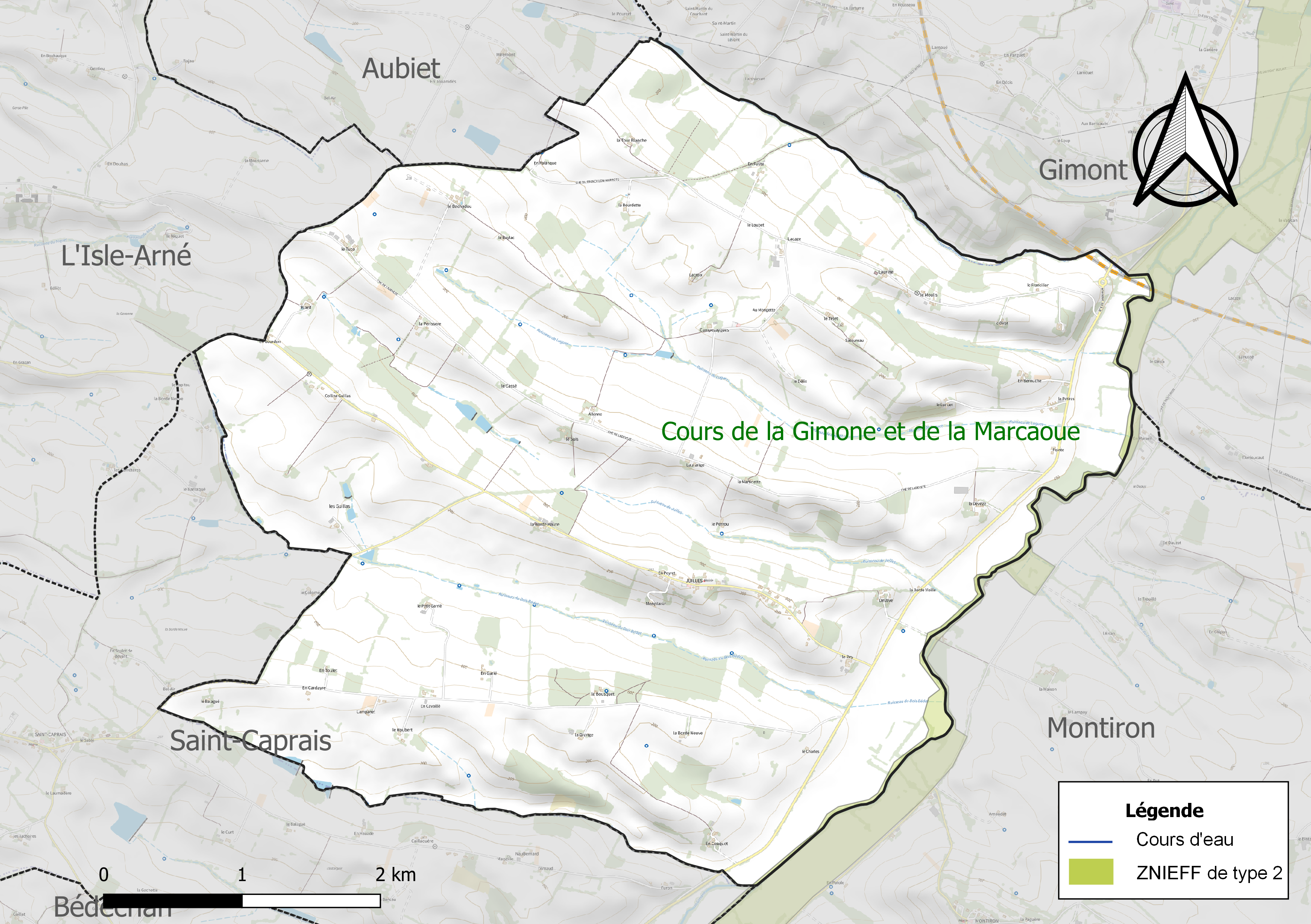
Carte de la ZNIEFF de type 2 sur la commune.

## Urbanisme

### Typologie
Au 1er janvier 2024, Juilles est catégorisée commune rurale à habitat très dispersé, selon la nouvelle grille communale de densité à sept niveaux définie par l'Insee en 2022.
Elle est située hors unité urbaine. Par ailleurs la commune fait partie de l'aire d'attraction de Toulouse, dont elle est une commune de la couronne,. Cette aire, qui regroupe 527 communes, est catégorisée dans les aires de 700 000 habitants ou plus (hors Paris),.

### Occupation des sols

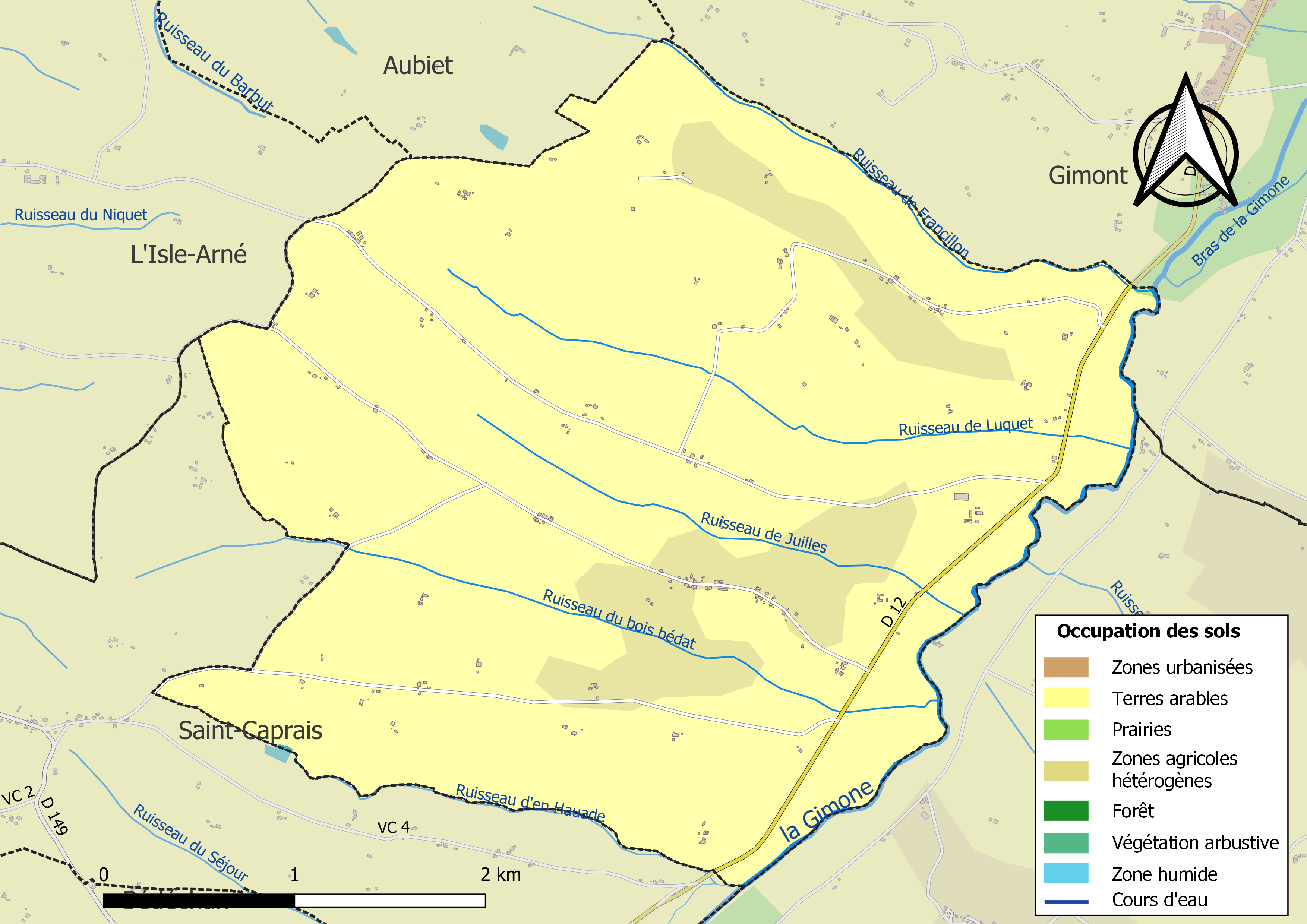
Carte des infrastructures et de l'occupation des sols de la commune en 2018 (CLC).

L'occupation des sols de la commune, telle qu'elle ressort de la base de données européenne d’occupation biophysique des sols Corine Land Cover (CLC), est marquée par l'importance des territoires agricoles (100 % en 2018), une proportion identique à celle de 1990 (100 %). La répartition détaillée en 2018 est la suivante : 
terres arables (89,1 %), zones agricoles hétérogènes (10,9 %). L'évolution de l’occupation des sols de la commune et de ses infrastructures peut être observée sur les différentes représentations cartographiques du territoire : la carte de Cassini (XVIIIe siècle), la carte d'état-major (1820-1866) et les cartes ou photos aériennes de l'IGN pour la période actuelle (1950 à aujourd'hui).

### Habitat et logement
En 2020, le nombre total de logements dans la commune était de 107, alors qu'il était de 103 en 2015 et de 101 en 2010.
Parmi ces logements, 87,8 % étaient des résidences principales, 2,2 % des résidences secondaires et 10 % des logements vacants. Ces logements étaient pour 98,2 % d'entre eux des maisons individuelles et pour 1,8 % des appartements.
Le tableau ci-dessous présente la typologie des logements à Juilles en 2020 en comparaison avec celle du Gers et de la France entière. Une caractéristique marquante du parc de logements est ainsi une proportion de résidences secondaires et logements occasionnels (2,2 %) inférieure à celle du département (9,6 %) et  à celle de la France entière (9,7 %). Concernant le statut d'occupation de ces logements, 83,5 % des habitants de la commune sont propriétaires de leur logement (85,2 % en 2015), contre 68,9 % pour le Gers et 57,5 pour la France entière.
| Typologie                                               | Juilles | Gers | France entière |
| ------------------------------------------------------- | ------- | ---- | -------------- |
| Résidences principales (en %)                           | 87,8    | 80   | 82,1           |
| Résidences secondaires et logements occasionnels (en %) | 2,2     | 9,6  | 9,7            |
| Logements vacants (en %)                                | 10      | 10,4 | 8,2            |

### Risques naturels et technologiques
Le territoire de la commune de Juilles est vulnérable à différents aléas naturels : météorologiques (tempête, orage, neige, grand froid, canicule ou sécheresse), inondations et séisme (sismicité très faible). Il est également exposé à deux risques technologiques, le transport de matières dangereuses et la rupture d'un barrage. Un site publié par le BRGM permet d'évaluer simplement et rapidement les risques d'un bien localisé soit par son adresse soit par le numéro de sa parcelle.

#### Risques naturels
Certaines parties du territoire communal sont susceptibles d’être affectées par le risque d’inondation par débordement de cours d'eau, notamment la Gimone. La cartographie des zones inondables en ex-Midi-Pyrénées réalisée dans le cadre du XIe Contrat de plan État-région, visant à informer les citoyens et les décideurs sur le risque d’inondation, est accessible sur le site de la DREAL Occitanie. La commune a été reconnue en état de catastrophe naturelle au titre des dommages causés par les inondations et coulées de boue survenues en 1995, 1999, 2002, 2009 et 2018,.

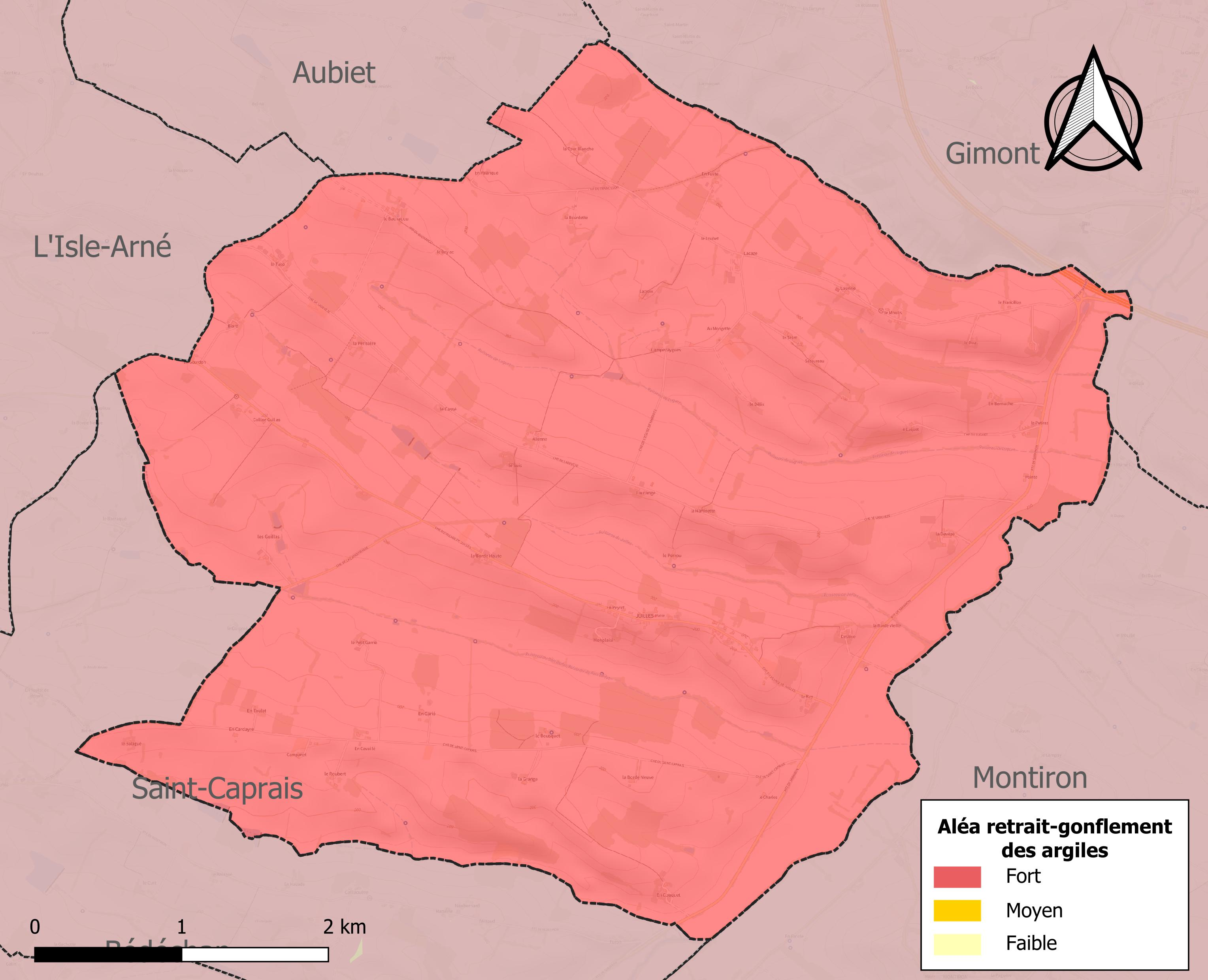
Carte des zones d'aléa retrait-gonflement des sols argileux de Juilles.

Le retrait-gonflement des sols argileux est susceptible d'engendrer des dommages importants aux bâtiments en cas d’alternance de périodes de sécheresse et de pluie. La totalité de la commune est en aléa moyen ou fort (94,5 % au niveau départemental et 48,5 % au niveau national). Sur les 108 bâtiments dénombrés sur la commune en 2019, 108 sont en aléa moyen ou fort, soit 100 %, à comparer aux 93 % au niveau départemental et 54 % au niveau national. Une cartographie de l'exposition du territoire national au retrait gonflement des sols argileux est disponible sur le site du BRGM,.
Par ailleurs, afin de mieux appréhender le risque d’affaissement de terrain, l'inventaire national des cavités souterraines permet de localiser celles situées sur la commune.
Concernant les mouvements de terrains, la commune a été reconnue en état de catastrophe naturelle au titre des dommages causés par la sécheresse en 1989, 1993, 1998, 2002, 2003, 2009, 2011, 2012, 2016 et 2017 et par des mouvements de terrain en 1999.
Enfin, Juilles se situe en zone de sismicité 1 (sismicité très faible).

#### Risques technologiques
Le risque de transport de matières dangereuses sur la commune est lié à sa traversée par des infrastructures routières ou ferroviaires importantes ou la présence d'une canalisation de transport d'hydrocarbures. Un accident se produisant sur de telles infrastructures est en effet susceptible d’avoir des effets graves au bâti ou aux personnes jusqu’à 350 m, selon la nature du matériau transporté. Des dispositions d’urbanisme peuvent être préconisées en conséquence.
La commune est en outre située en aval du barrage de la Gimone, un ouvrage de classe A disposant d'une retenue de 25 millions de mètres cubes. La fiche réflexe du PPI définit le temps d'arrivée de l'onde et la zone d'accueil selon la position des habitants concernés par rapport à la Gimone (rive droite ou gauche),,. À ce titre elle est susceptible d’être touchée par l’onde de submersion consécutive à la rupture de cet ouvrage,

## Toponymie

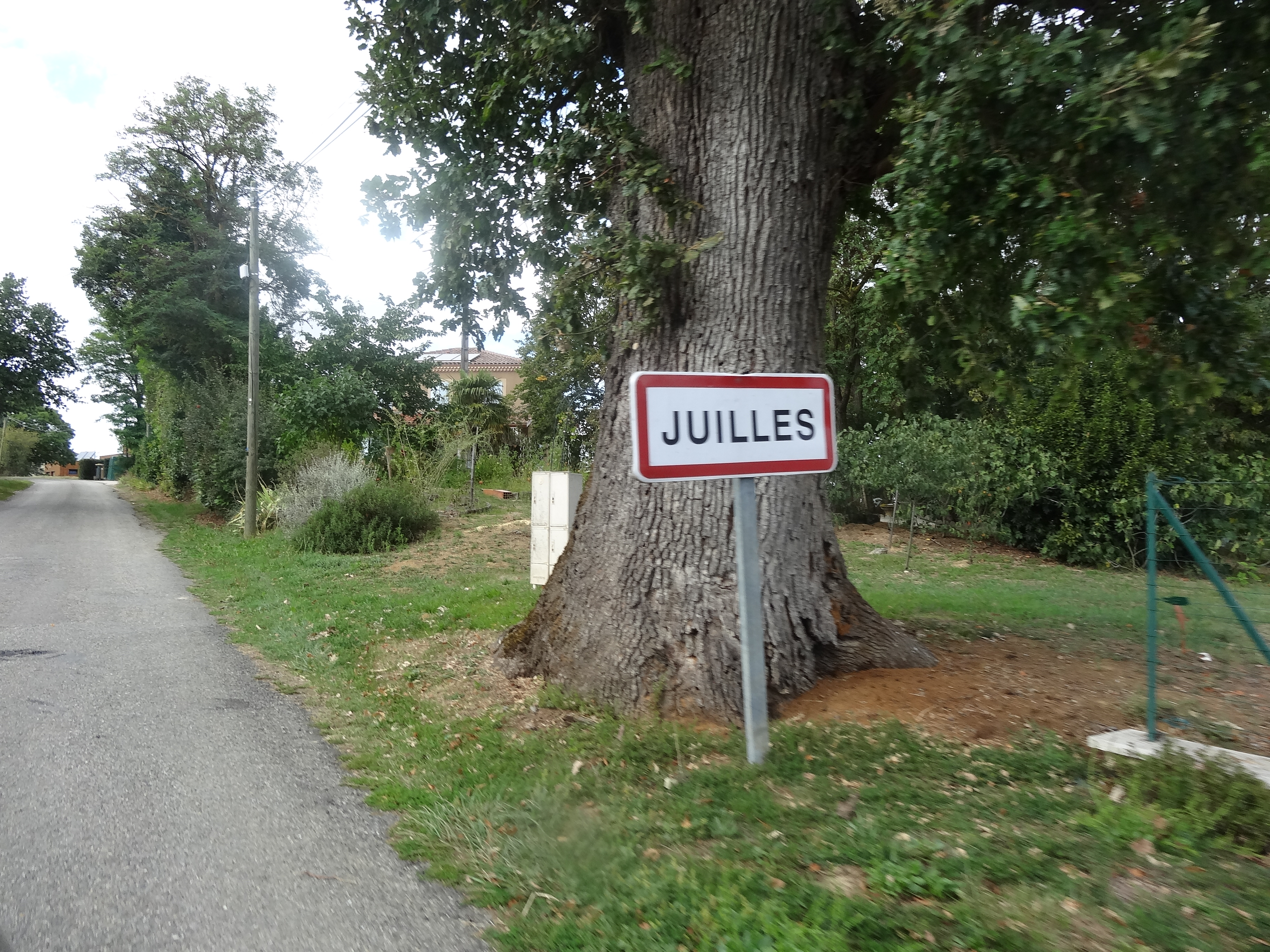
Entrée est du village.

La commune est dénommée Julhas en gascon.

## Histoire
En 1947, la commune de Saint-Caprais est créée par détachement du territoire de Juilles,

## Politique et administration

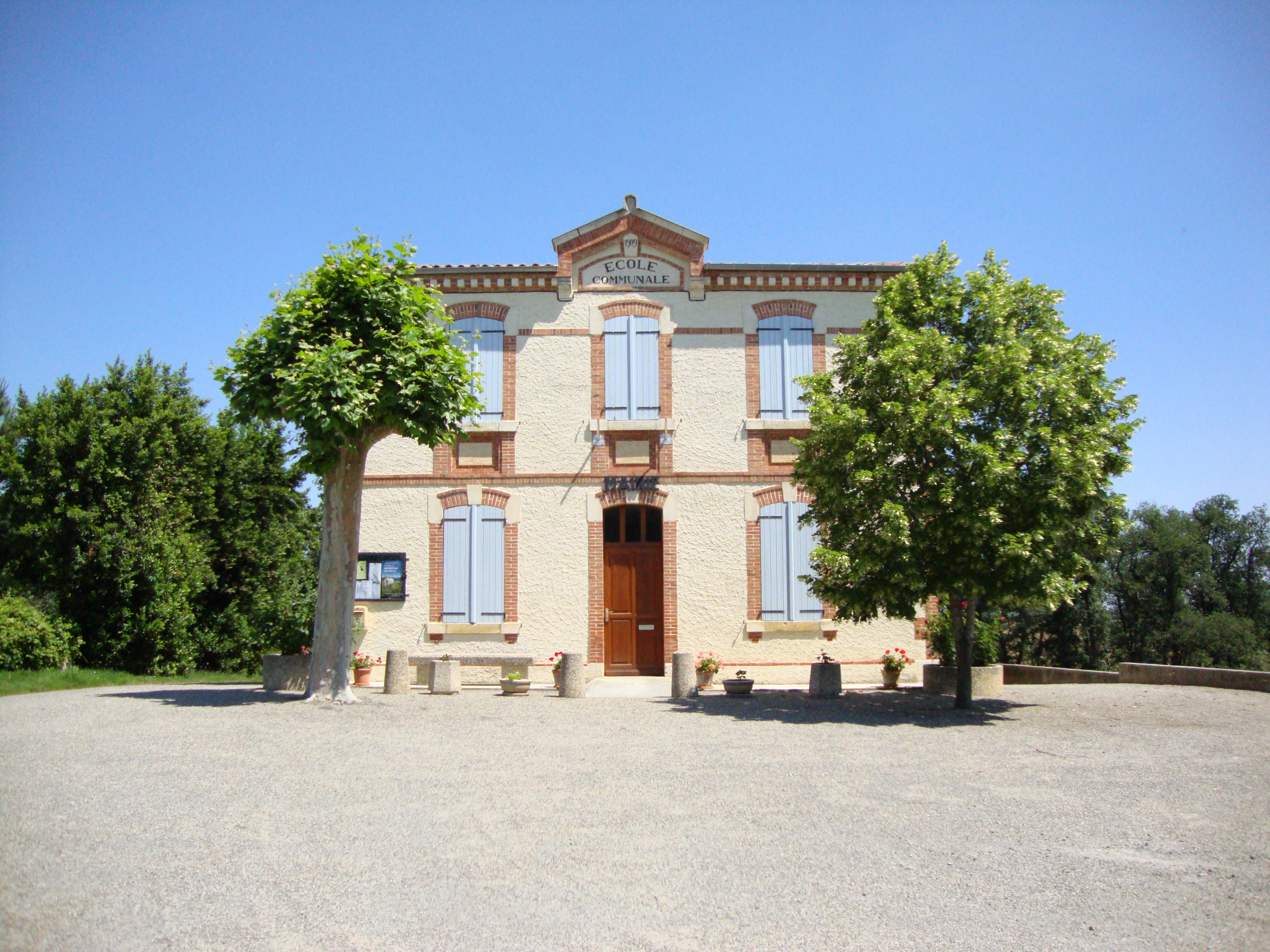
La mairie-école en 2010.

### Rattachements administratifs et électoraux

#### Rattachements administratifs
La commune se trouve  dans l'arrondissement d'Auch du département du Gers.
Elle faisait partie depuis 1793 du canton de Gimont. Dans le cadre du redécoupage cantonal de 2014 en France, cette circonscription administrative territoriale a disparu, et le canton n'est plus qu'une circonscription électorale.

#### Rattachements électoraux
Pour les élections départementales, la commune fait partie depuis 2014 du canton d'Auch-2
Pour l'élection des députés, elle fait partie de la deuxième circonscription du Gers.

### Intercommunalité
Juilles était membre de la communauté de communes de l'Arrats-Gimone, un établissement public de coopération intercommunale (EPCI) à fiscalité propre créé fin 1999 et auquel la commune avait transféré un certain nombre de ses compétences, dans les conditions déterminées par le code général des collectivités territoriales.
Conformément aux prescriptions de la loi de réforme des collectivités territoriales du 16 décembre 2010, qui a prévu le renforcement et la simplification des intercommunalités et la constitution de structures intercommunales de grande taille, cette intercommunalité a fusionné avec sa voisine pour former, le 1er janvier 2014, la communauté de communes des Coteaux Arrats Gimone, dont est désormais membre la commune.

## Équipements et services publics

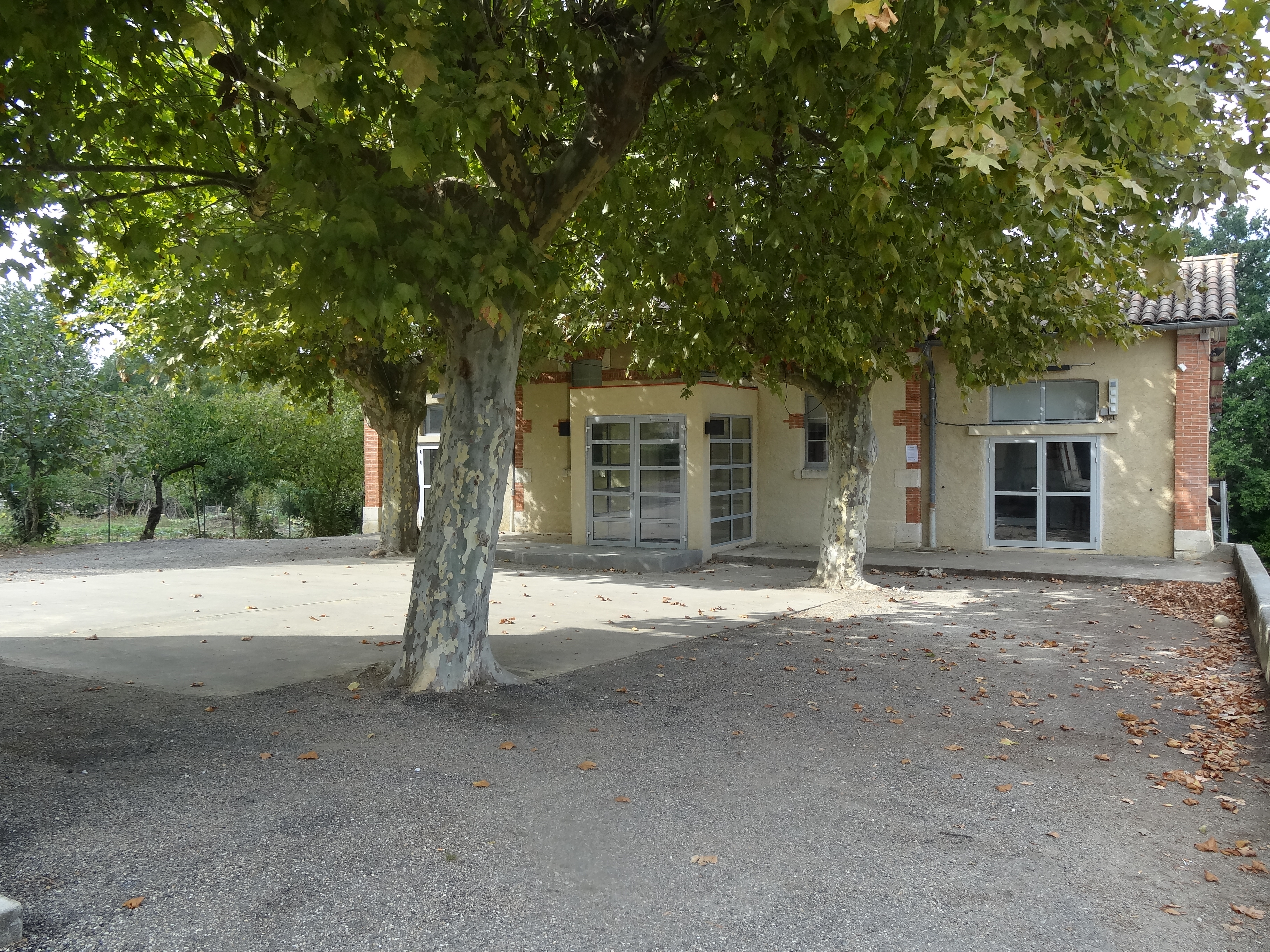
La salle des fêtes.

### Liste des maires
| Période                                  | Période                        | Identité          | Étiquette | Qualité                           |
| ---------------------------------------- | ------------------------------ | ----------------- | --------- | --------------------------------- |
| Les données manquantes sont à compléter. |                                |                   |           |                                   |
|                                          |                                |                   |           |                                   |
| mars 2001                                | avril 2023                     | Pierre Rouméguère | PS        | Retraité Mort en fonction         |
| juillet 2023                             | En cours (au 30 novembre 2023) | Marie-Sylvie Roux |           | Ancienne profession intermédiaire |

## Population et société
Les habitants sont appelés les Juillois ou  Juilloises.

### Démographie
L'évolution du nombre d'habitants est connue à travers les recensements de la population effectués dans la commune depuis 1793. Pour les communes de moins de 10 000 habitants, une enquête de recensement portant sur toute la population est réalisée tous les cinq ans, les populations de référence des années intermédiaires étant quant à elles estimées par interpolation ou extrapolation. Pour la commune, le premier recensement exhaustif entrant dans le cadre du nouveau dispositif a été réalisé en 2006.

En 2022, la commune comptait 229 habitants, en évolution de +3,62 % par rapport à 2016 (Gers : +1,04 %, France hors Mayotte : +2,11 %).
| 1793 | 1800 | 1806 | 1821 | 1831 | 1841 | 1846 | 1851 | 1856 |
| ---- | ---- | ---- | ---- | ---- | ---- | ---- | ---- | ---- |
| 832  | 824  | 818  | 781  | 867  | 905  | 911  | 848  | 818  |

| 1861 | 1866 | 1872 | 1876 | 1881 | 1886 | 1891 | 1896 | 1901 |
| ---- | ---- | ---- | ---- | ---- | ---- | ---- | ---- | ---- |
| 789  | 801  | 735  | 737  | 749  | 750  | 672  | 616  | 609  |

| 1906 | 1911 | 1921 | 1926 | 1931 | 1936 | 1946 | 1954 | 1962 |
| ---- | ---- | ---- | ---- | ---- | ---- | ---- | ---- | ---- |
| 571  | 608  | 495  | 516  | 489  | 456  | 425  | 239  | 217  |

| 1968 | 1975 | 1982 | 1990 | 1999 | 2006 | 2011 | 2016 | 2021 |
| ---- | ---- | ---- | ---- | ---- | ---- | ---- | ---- | ---- |
| 193  | 170  | 182  | 168  | 181  | 222  | 225  | 221  | 226  |

| 2022 | - | - | - | - | - | - | - | - |
| ---- | - | - | - | - | - | - | - | - |
| 229  | - | - | - | - | - | - | - | - |

Juilles est une commune rurale dont la population décroit depuis son maximum de 911 habitants en 1846.

### Manifestations culturelles et festivités
- Fête patronale : dernier dimanche d'août[35].

## Économie

### Revenus
En 2018  (données Insee publiées en septembre 2021), la commune compte 87 ménages fiscaux, regroupant 225 personnes. La médiane du revenu disponible par unité de consommation est de 24 260 € (20 820 € dans le département).

### Emploi
|                | 2008  | 2013  | 2018  |
| -------------- | ----- | ----- | ----- |
| Commune        | 5,5 % | 5,7 % | 7 %   |
| Département    | 6,1 % | 7,5 % | 8,2 % |
| France entière | 8,3 % | 10 %  | 10 %  |

En 2018, la population âgée de 15 à 64 ans s'élève à 140 personnes, parmi lesquelles on compte 78,2 % d'actifs (71,1 % ayant un emploi et 7 % de chômeurs) et 21,8 % d'inactifs,. Depuis 2008, le taux de chômage communal (au sens du recensement) des 15-64 ans est inférieur à celui de la France et du département.
La commune fait partie de la couronne de l'aire d'attraction de Toulouse, du fait qu'au moins 15 % des actifs travaillent dans le pôle,. Elle compte 33 emplois en 2018, contre 26 en 2013 et 22 en 2008. Le nombre d'actifs ayant un emploi résidant dans la commune est de 102, soit un indicateur de concentration d'emploi de 32,2 % et un taux d'activité parmi les 15 ans ou plus de 60,1 %.
Sur ces 102 actifs de 15 ans ou plus ayant un emploi, 21 travaillent dans la commune, soit 20 % des habitants. Pour se rendre au travail, 91,3 % des habitants utilisent un véhicule personnel ou de fonction à quatre roues, 1,9 % les transports en commun, 2,9 % s'y rendent en deux-roues, à vélo ou à pied et 3,9 % n'ont pas besoin de transport (travail au domicile).

### Activités hors agriculture
14 établissements sont implantés  à Juilles au 31 décembre 2019.
Le secteur de la construction est prépondérant sur la commune puisqu'il représente 21,4 % du nombre total d'établissements de la commune (3 sur les 14 entreprises implantées  à Juilles), contre 14,6 % au niveau départemental.

### Agriculture
La commune est dans les « Coteaux du Gers », une petite région agricole occupant l'est du département du Gers. En 2020, l'orientation technico-économique de l'agriculture  sur la commune est la culture de céréales et/ou d'oléoprotéagineuses.
|               | 1988  | 2000  | 2010  | 2020  |
| ------------- | ----- | ----- | ----- | ----- |
| Exploitations | 27    | 21    | 19    | 14    |
| SAU (ha)      | 1 177 | 1 040 | 1 366 | 1 229 |

Le nombre d'exploitations agricoles en activité et ayant leur siège dans la commune est passé de 27 lors du recensement agricole de 1988  à 21 en 2000 puis à 19 en 2010 et enfin à 14 en 2020, soit une baisse de 48 % en 32 ans. Le même mouvement est observé à l'échelle du département qui a perdu pendant cette période 51 % de ses exploitations,. La surface agricole utilisée sur la commune a quant à elle augmenté, passant de 1 177 ha en 1988 à 1 229 ha en 2020. Parallèlement la surface agricole utilisée moyenne par exploitation a augmenté, passant de 44 à 88 ha.

## Culture locale et patrimoine

### Monuments et lieux touristiques
- Grange cistercienne de La Grange  Inscrit MH (2015).
- Église de la Nativité-de-Notre-Dame de Juilles datant du XVIIIe siècle : elle comprend un chapiteau de marbre blanc ainsi qu'une statue de la Vierge à l'Enfant en bois datant du XIIIe[35] ;

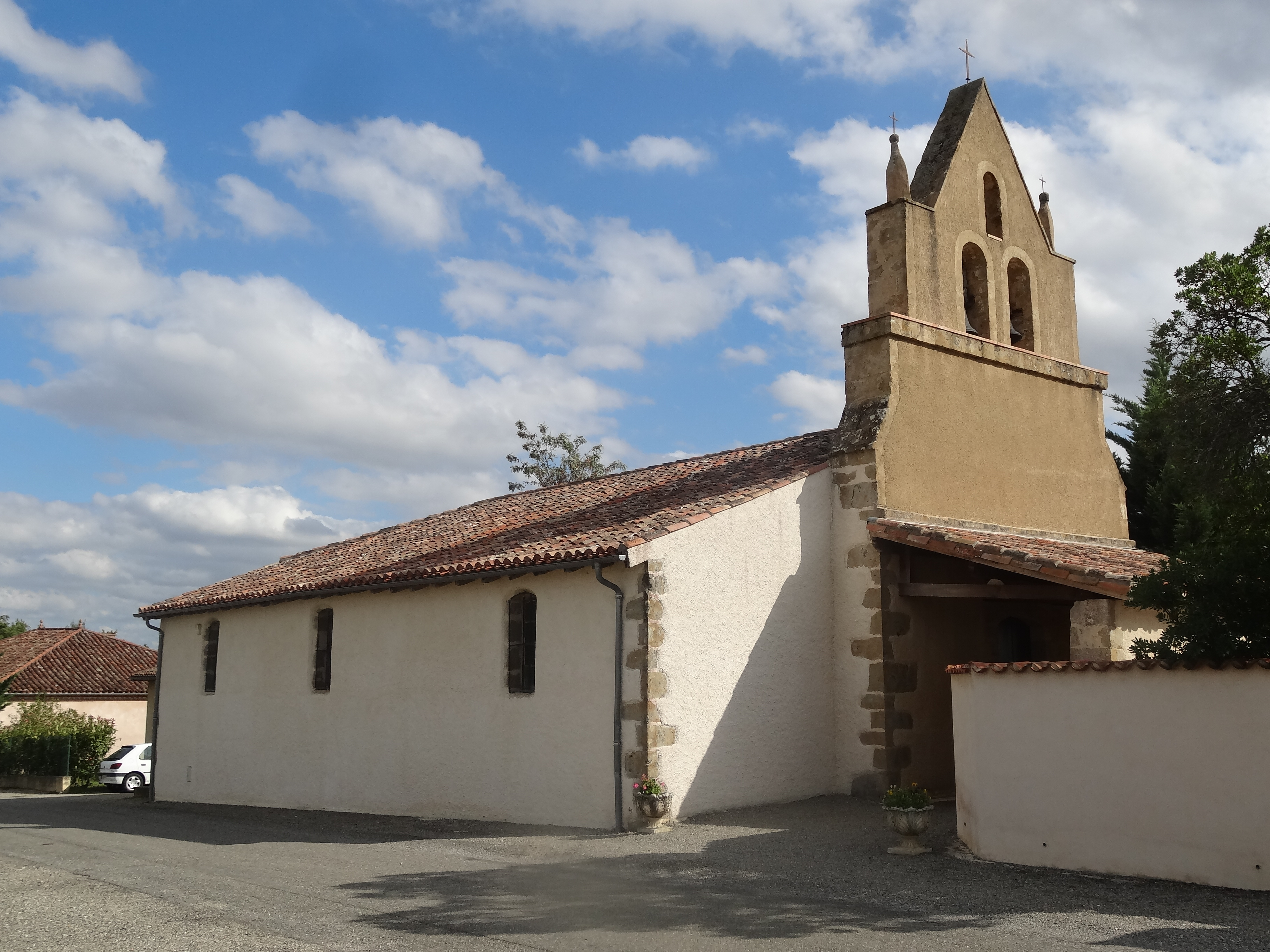
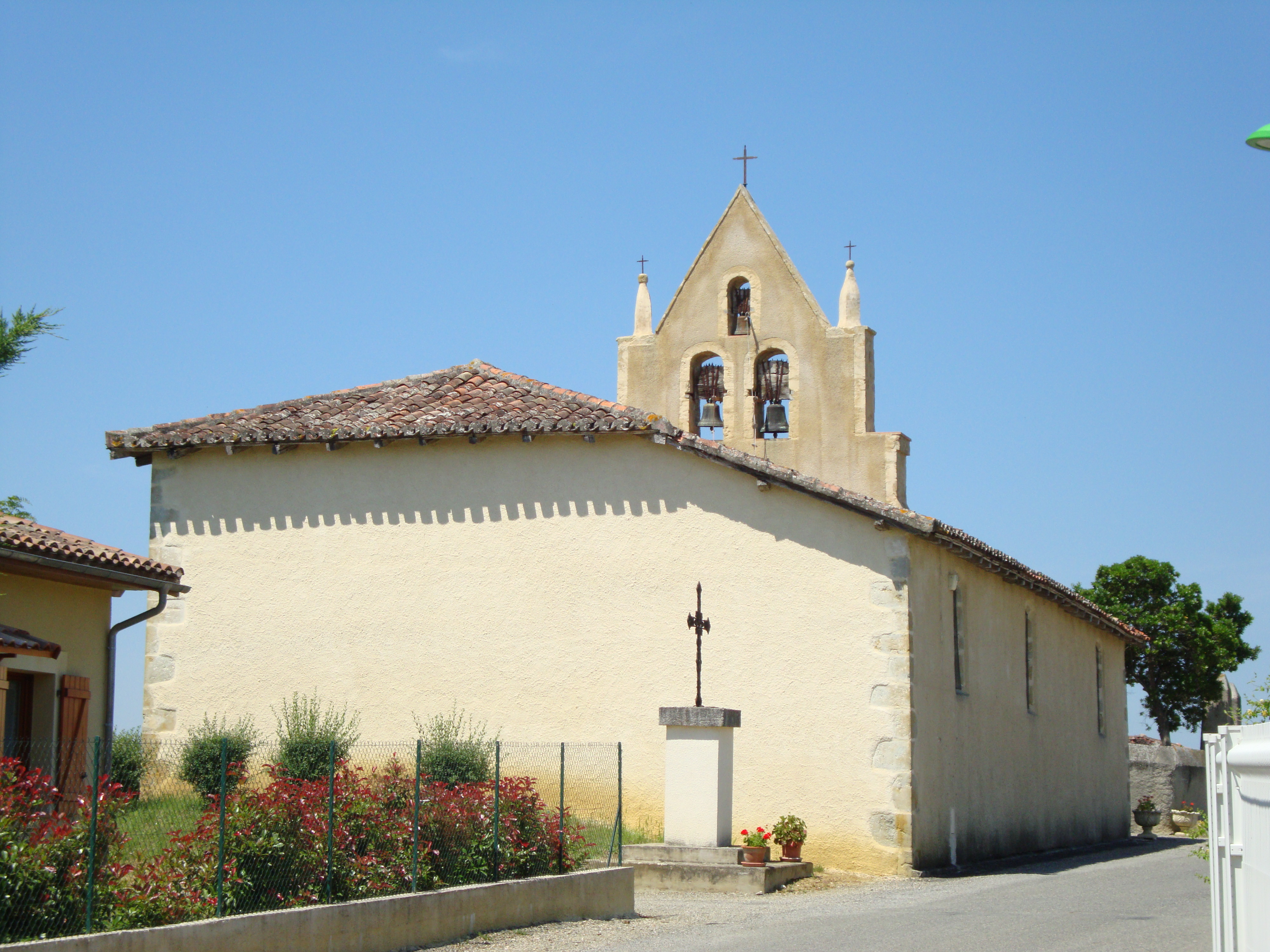
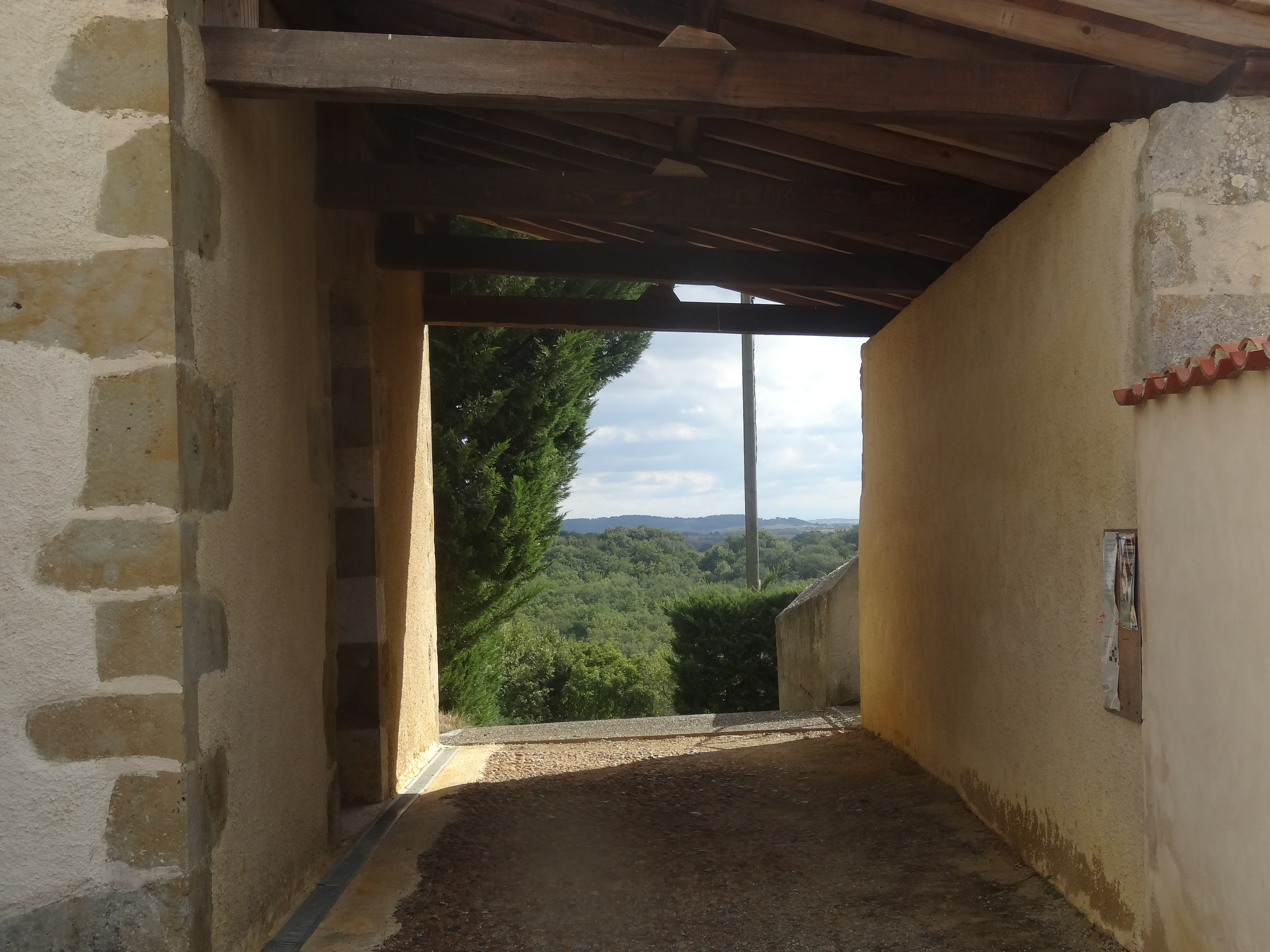
Porche de l'église.

- Église de Campezaygues ;
- Station gallo romaine de Marrox : neuf squelettes ont été découverts en ce lieu[35].
- Ancienne ferme avec des fortifications.

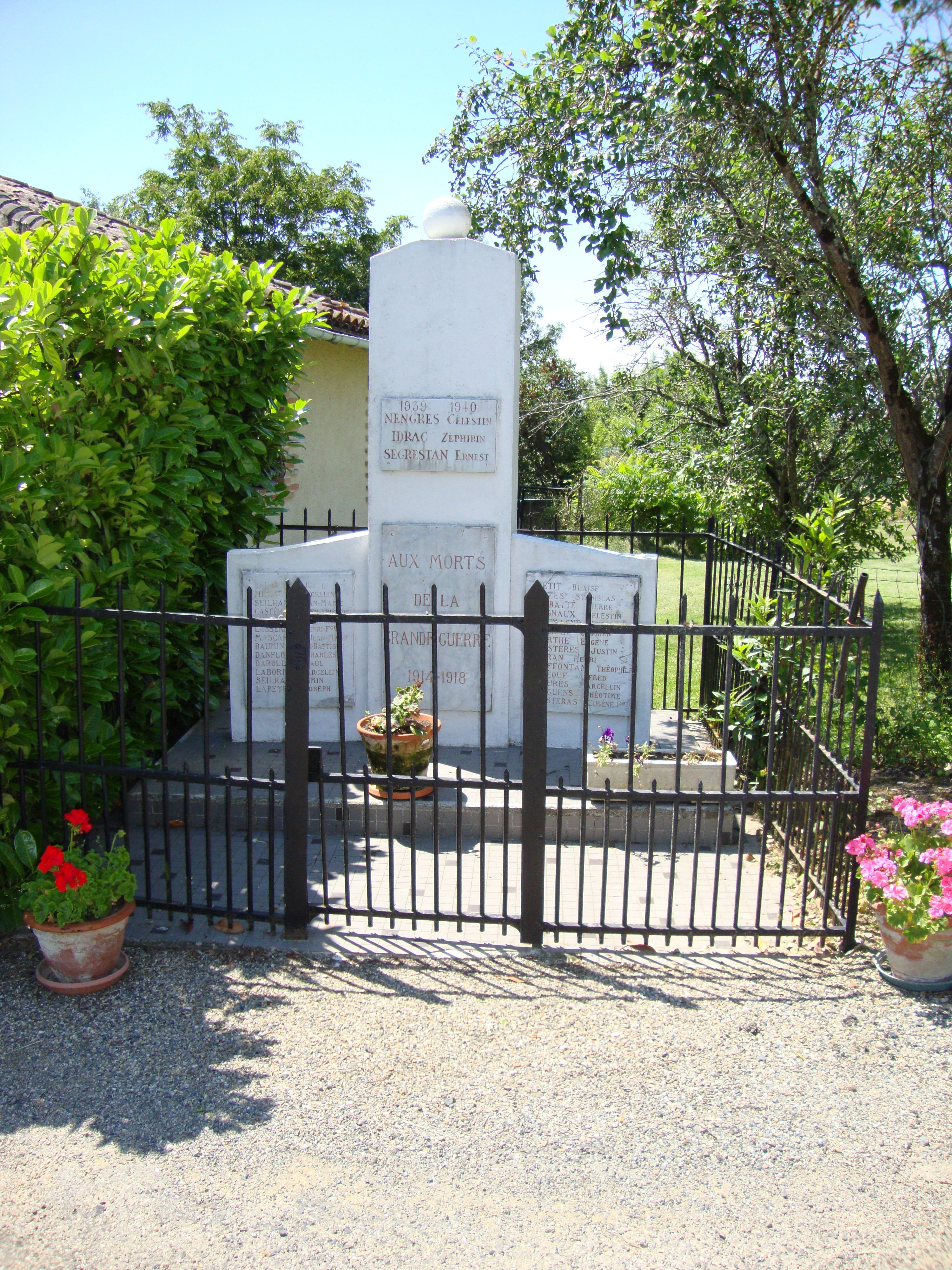
Le monument aux morts en 2010.
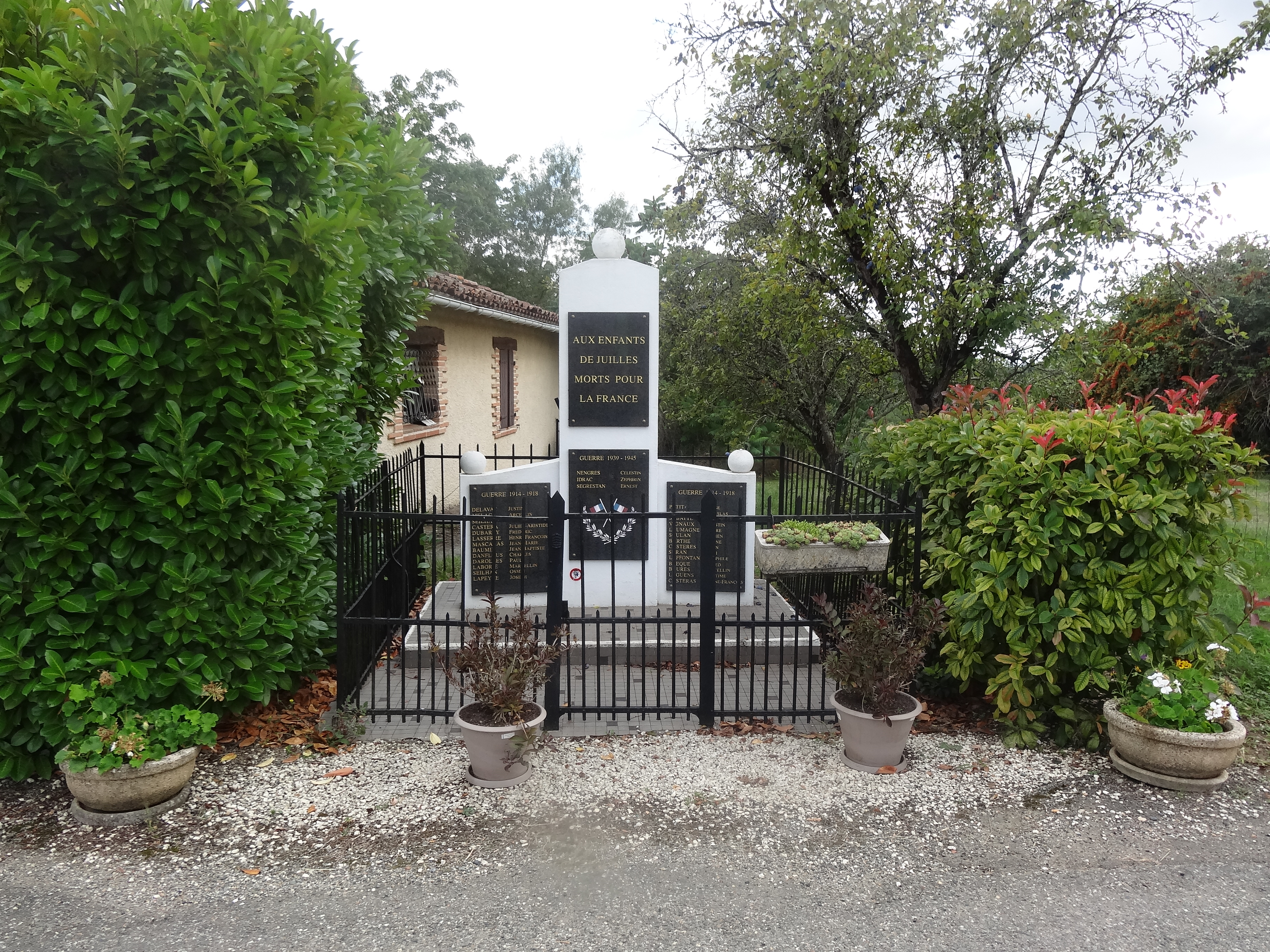
Le monument aux morts restauré vu en 2017.
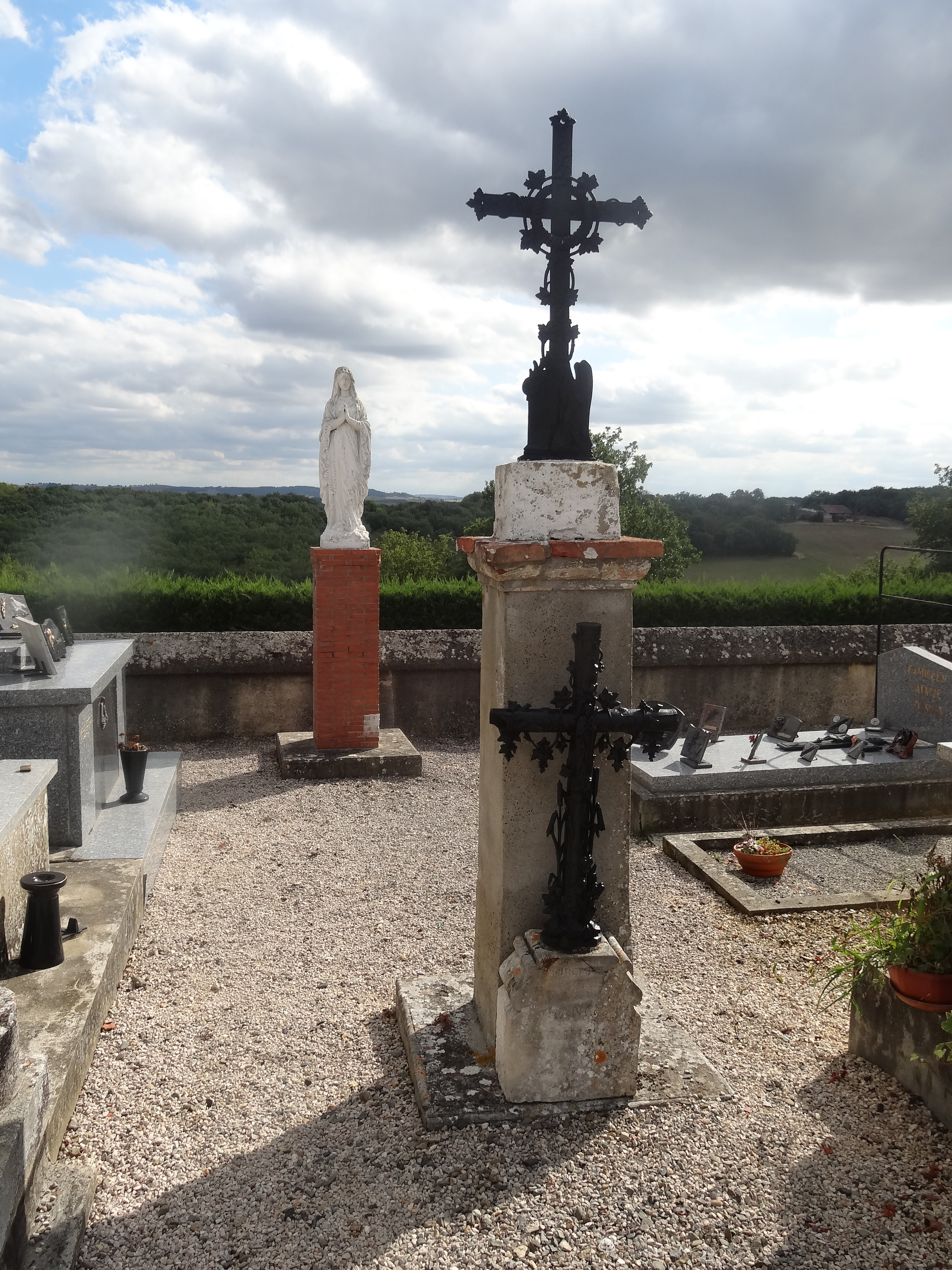
Croix et statue au cimetière.
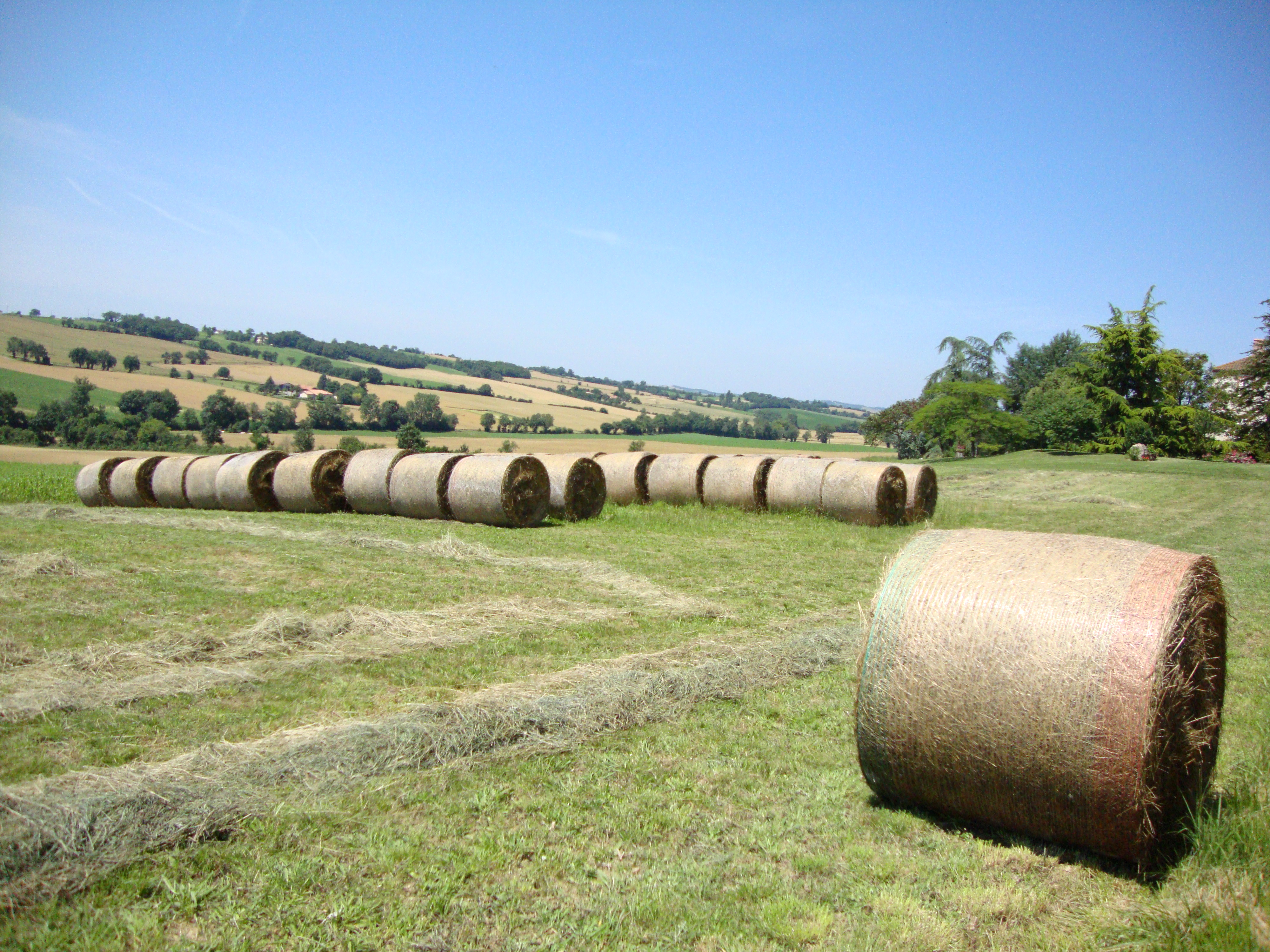
Campagne environnante en juin 2010.
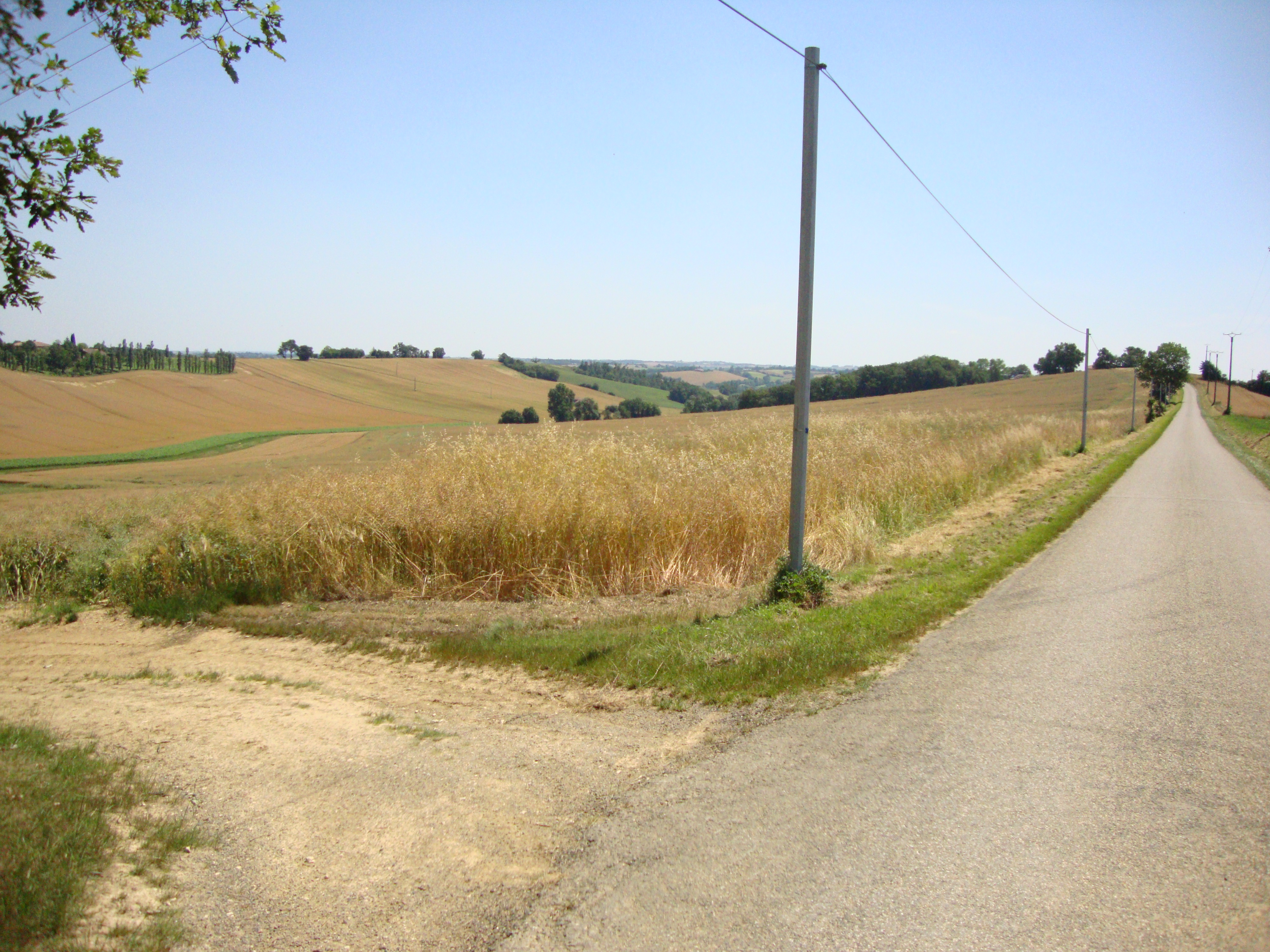
Le territoire de la commune comporte des coteaux verdoyants.

## Héraldique
| Blason à dessiner | Blason  | D'or à la bande d'azur accompagnée en chef de la grange du lieu d'argent essorée de gueules et en pointe d'une vache contournée d'argent, accolée de gueules, clarinée, accornée et onglée de sable, la houppe de la queue du même, au soleil éteint d'or brochant sur la bande en chef dextre et à l'épi de blé tigé et feuillé d'or brochant sur la bande en pointe à senestre et à la fleur de tournesol du même boutonnée de tenné brochant en partie sur l'épi de blé à dextre. |
| Blason à dessiner | Détails | Le statut officiel du blason reste à déterminer. |

## Pour approfondir